# Cooperazione allo sviluppo
La cooperazione allo sviluppo è quella forma di collaborazione che avviene tra Stati (e tra Stati e organizzazioni internazionali) il cui obiettivo è lo sviluppo del sistema globale, in particolare di quelle aree considerate deboli. Questa cooperazione non è quindi concentrata sulla semplice crescita economica ma comprende la gamma più vasta possibile di fattori di sviluppo (nutrizione, sanità, istruzione, sicurezza, ecc.). Nasce in ambito  governativo dopo il secondo conflitto mondiale e dalla fine del XX secolo viene affiancata e sostenuta grazie a un forte sistema di valori, da quella  non governativa, legittima rappresentanza della società civile.

## Cooperazione governativa e non
La  cooperazione governativa si occupa del trasferimento di risorse finanziarie, assistenza tecnica, servizi e beni da un governo o da un organo pubblico di un Paese sviluppato a favore di un paese in via di sviluppo (PVS), mentre la  cooperazione non governativa è maggiormente slegata da interessi politico-economici particolari e rappresenta il canale privilegiato delle istanze provenienti dalla società civile. Recentemente nuovi soggetti associativi hanno configurato una forma di cooperazione decentrata, che si basa sul contatto diretto tra due comunità con obiettivi comuni, e che quindi collabora con la tradizionale forma di cooperazione.

## In Italia

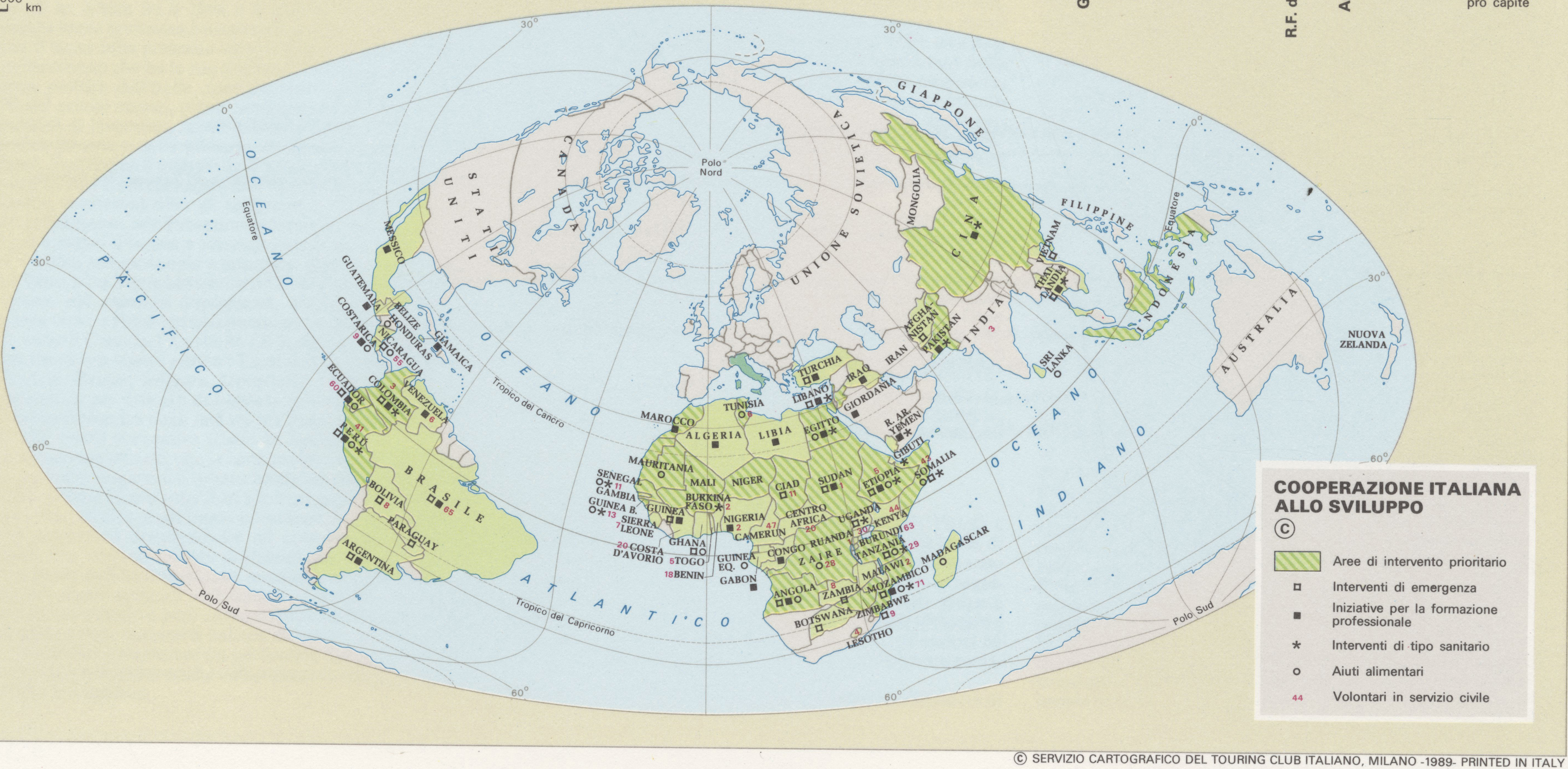
Cooperazione allo sviluppo italiana negli anni 1980

In Italia, la cooperazione allo sviluppo è parte integrante della politica estera italiana ed è gestita dalla Direzione generale per la cooperazione allo sviluppo del Ministero degli Affari Esteri e della Cooperazione Internazionale.
Nel definire iniziative e Paesi in cui intervenire, la Cooperazione italiana tiene conto di linee guida e impegni concordati nel più ampio contesto internazionale (ONU, UE). Linee guida e indirizzi di programmazione sono stati individuati per il 2012-2014 in un recente documento.
In termini di priorità le iniziative sono focalizzate principalmente sul continente africano (Africa sub-sahariana), sui Paesi nei quali sono stati assunti importanti impegni internazionali (Afghanistan, Libano) nonché in aree nelle quali la presenza dell'Italia ha radici profonde (America Latina, Medio Oriente e Mediterraneo). In termini di aree tematiche e settori le priorità sono: l'ambiente e beni comuni, con particolare attenzione allo sviluppo rurale, all'agricoltura biologica o convenzionale, alla ricerca di fonti alternative e rinnovabili; le politiche di genere e in particolare l'empowerment delle donne, accanto ai tradizionali interventi sulla salute e sull'educazione.
Il pacchetto informativo sulla  Policy Coherence for Development, elaborato dalla cooperazione italiana, intende contribuire alla divulgazione di informazioni sulla tematica della coerenza dei paesi donatori nell'adozione di politiche di sviluppo (aid policies) e politiche non direttamente finalizzate allo sviluppo (non aid policies) ma che hanno un impatto significativo sulla crescita dei PVS (commercio, ambiente e cambiamento climatici, agricoltura, lavoro e immigrazione, sicurezza, ricerca e innovazione, energia).
I canali attraverso cui vengono realizzate le iniziative di cooperazione sono:
- il canale bilaterale nel caso d'iniziative concordate tra il paese donatore e il Pvs;
- il canale multilaterale nel caso di iniziative realizzate da un'organizzazione internazionale grazie all'apporto finanziario di vari governi donatori;
- il canale multibilaterale nel caso d'iniziative concordate e finanziate a livello bilaterale, ma affidate in esecuzione ad un'organizzazione internazionale.
I partner con cui la Dgcs collabora per realizzare le iniziative finanziate sono: Ministeri, enti pubblici centrali e locali, università, ong e imprese; Unione europea, organizzazioni internazionali e naturalmente i Paesi in via di sviluppo.
Nell'ambito di tali "partnership" una linea direttrice della Cooperazione italiana è quella dell'intensificazione della collaborazione e delle sinergie con il sistema-Italia, con riferimento a quattro pilastri fondamentali: le imprese, le Ong ed il volontariato, le Università ed i centri di ricerca e formazione, la cooperazione decentrata.
In Italia le ONG che si occupano di cooperazione con i PVS, al fine di beneficiare dei contributi della cooperazione italiana, devono ottenere il riconoscimento da parte del Ministero degli affari esteri, previsto fin dal 1979 (legge 38 sulla cooperazione) e, in particolare dalla legge di riforma (49/87). Nel corso degli ultimi anni, le ONG hanno conosciuto un periodo di moltiplicazione numerica. Oggi sono 250 le ONG riconosciute che lavorano in questo settore, e complessivamente le organizzazioni che si occupano di cooperazione e solidarietà superano i 1400. Le Ong si basano prevalentemente su finanziamenti pubblici, mentre il 90% delle restanti organizzazioni agiscono con volontari e forme di autofinanziamento.
Dal documento "LA COOPERAZIONE ITALIANA ALLO SVILUPPO NEL TRIENNIO 2013–2015 Linee – guida e indirizzi di programmazione" 
Risorse a dono:
273 milioni di Euro per il 2013, mentre sono previsti – ad oggi - circa 163 milioni di Euro per il 2014 e a circa 159 milioni per il 2015.
Comprensivi di contributi obbligatori agli organismi internazionali (FAO, PAM, UNICEF etc.)

## Esempi di organizzazioni
Alcune storiche organizzazioni internazionali attive in tutto il mondo in progetti di cooperazione allo sviluppo: Save the Children, Oxfam (già nel 1942), AVSI (dal 1972), COOPI, Terre des Hommes, CESVI, GVC, AMREF, Emergency.
Esempi di organizzazioni nazionali: l'Associazione delle ONG italiane raccoglie il panorama non governativo nazionale più ampio e rappresentativo (nata nel 2000, è composta da quasi 160 ONG impegnate in attività di cooperazione internazionale da almeno tre anni).
Esistono numerose organizzazioni di sviluppo e cooperazione internazionale che operano nel settore nonostante non siano ONG, promuovendo progetti in tutto il mondo. Tra queste AVEC-ONLUS è un'associazione che opera, in partenariato con organizzazioni locali, in Repubblica del Congo. Un altro esempio è Sunugal, associazione di immigrati senegalesi che da molti anni segue progetti di cooperazione tra Italia-Senegal.